# Brûlot d'Armagnac
Pour les articles homonymes, voir brûlot.
Le brûlot (ou brulot) est un breuvage élaboré à la fin de la fête qui porte le même nom et qui clôt la période de distillation de l'Armagnac. Il s'agit d'un flambage de blanche d'Armagnac qui peut être accompagné de café.

## Préparation
La préparation est faite traditionnellement dans une grande casserole en cuivre, dans laquelle il faut vider des pierres de sucre[pas clair] et ajouter la blanche d'Armagnac. On peut alors enflammer le liquide alcoolisé qui sort de distillation à 55-60°. Le sucre fond et l'alcool brûle jusqu'à descendre d'une vingtaine de degrés. Après environ un quart d'heure, il est possible d'ajouter du citron et des gousses de vanille. Ce mélange se déguste chaud ou dans un café.